# Sebastian Meier

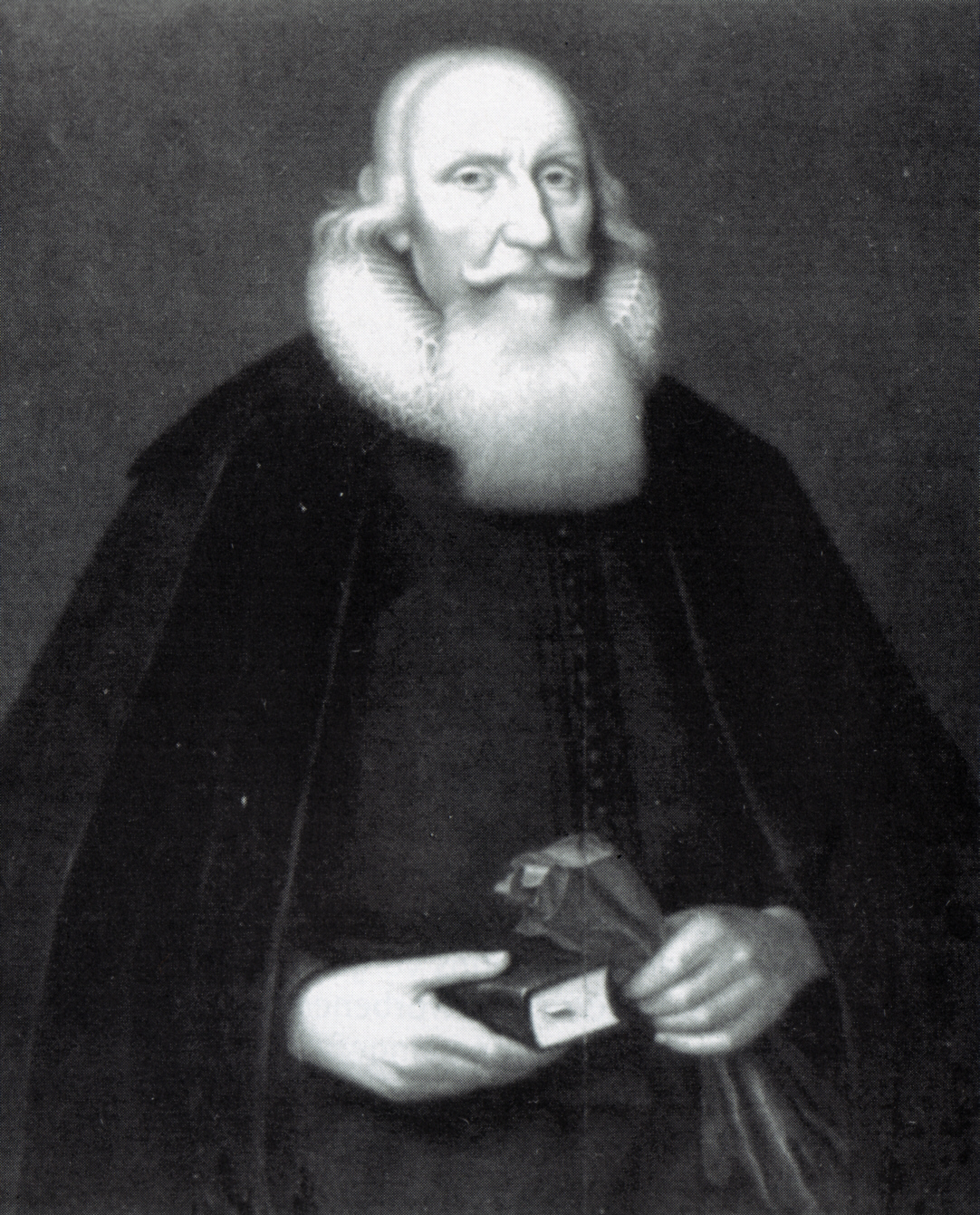
Sebastian Meier

Sebastian Meier (auch Meyer oder Mejer, * 24. Februar 1594 in Lübeck; † 12. Februar 1664, ebenda) war ein deutscher Mediziner und Pädagoge und Rektor des Katharineums zu Lübeck.

## Leben
Meier besuchte das Katharineum und begann im Juni 1609 an der Universität Rostock sein Studium. Er erwarb sich am 27. April 1615 den akademischen Grad eines Magisters und studierte ab dem 6. Juni 1617 Theologie, alte Sprachen und Medizin bei Daniel Sennert in Wittenberg.
1619 wurde er Konrektor in Stade, nahm aber noch im selben Jahr eine Stelle als Rektor der Domschule Güstrow an. 1622 wurde er Mitglied der von Joachim Jungius gegründeten ersten naturwissenschaftliche Gesellschaft nördlich der Alpen, der Societas ereunetica sive zetetica. Als Folge der „Wallensteinschen Unruhen“ im Dreißigjährigen Krieg kam er 1629 zurück in seine Heimatstadt. Hier wurde er zunächst Subrektor, im Folgejahr als Nachfolger des verstorbenen Joachim Dreier für 13 Jahre Konrektor unter dem Rektor Johann Kirchmann und 1643 für weitere 21 Jahre Rektor der Schule.

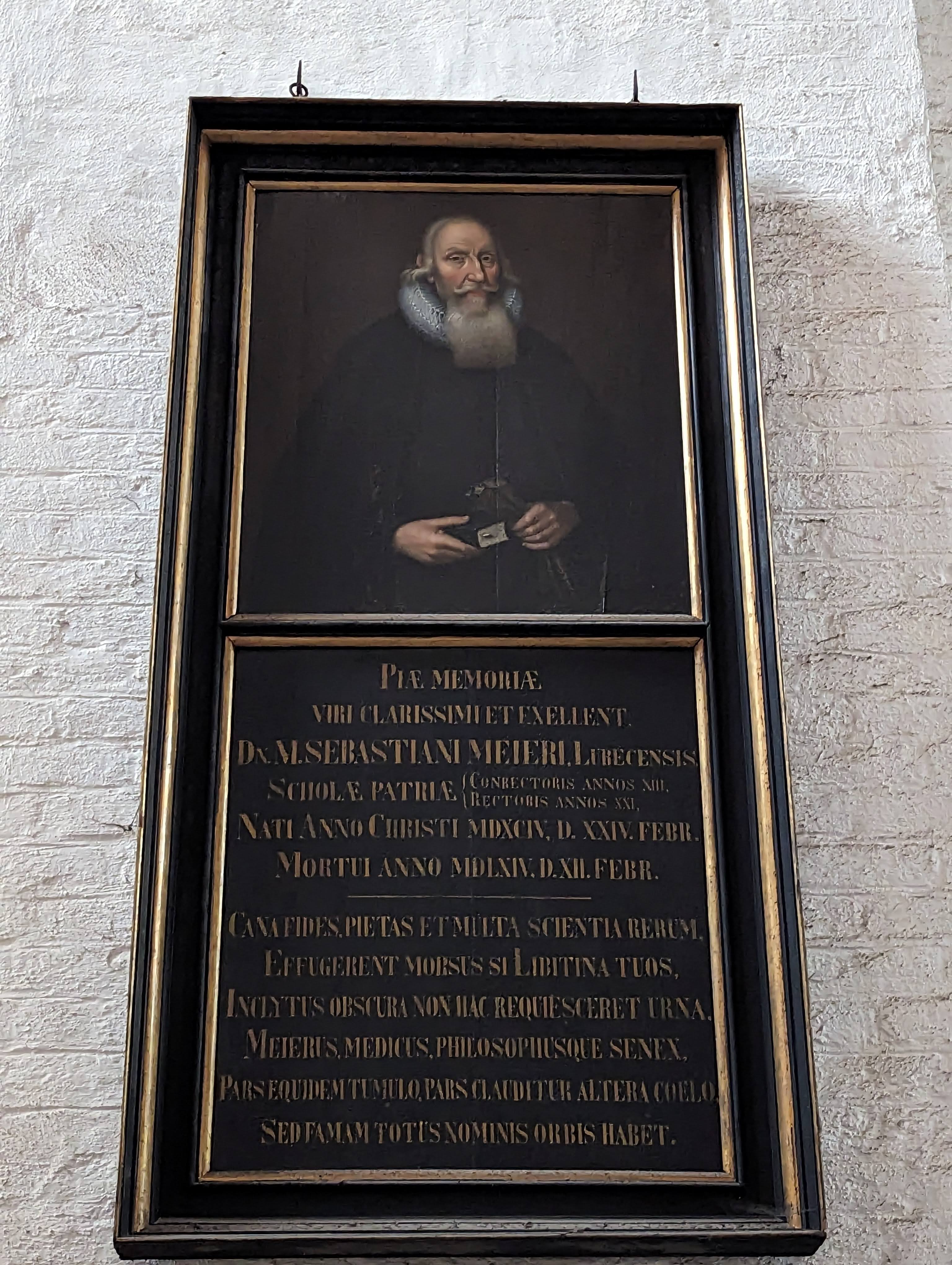
Epitaph

Sein Epitaph mit einem Porträt als Halbbild und einer lateinischen Inschrift befindet sich im Lübecker Dom an der Ostseite des zweiten Südpfeilers und würdigt ihn unser berühmter Meier, in Ehren ergraut. Das Porträt zeigt ihn in der rechten Hand ein Buch haltend und in der Linken ein Paar Handschuhe. Es hing bis zum 19. Jahrhundert im Norderschiff des Doms.
Ein Sohn gleichen Namens (* 30. Oktober 1626 in Güstrow; † 12. April 1678) wurde Arzt in Sternberg und später Stadtphysikus von Güstrow.

## Werkauswahl
1. Oratoio laconica exhibens Martreae Alexandrini belluam, scilicet invidiam et quomodo eam quis effugere possit, approbante J. Ao scripta et recitata publice. Rostock 1615
2. Oratio funebis, qua vitam … Nicolai Hunnii. Lübeck 1643
3. Compendium Grammaticae Graecae ex Gualtperii Grammatica majori. Lübeck 1646
4. Observationes in Grammaticam Graecam et libellum de variegate dilectorum Othonis Gualtperii. Lübeck 1641, Braunschweig 1649,
5. Programma in funere... dn. Johannis Braun Johan ... protonotarii, scriptum a M. Sebastiano Meiero, Lubec. Scholae patriae rectore. Lubecae 1649
6. Programma in funere ... dn. Henrici Balemanni ... protontarii ..., scriptum a M. Sebastiano Mejero ... rectore. Lubecae 1656
7. Programma in exequiis ... dn. Johannis Poppingii JCti, ... senatoris ... scriptum a M. Sebastiano Mejero Lubecensis scholae rectore, Lubecae 1657
8. Nomenclatorem in usum Scholae Lubecensis. Lübeck 1659
9. Joh. Kirchmanni Rudimenta Logicae Peripateticae cum observationibus et notis. Lübeck 1661
10. Joh. Kirchmanni Rudimenta Rhetoricae cum formis & usu figurarum. Lübeck 1663